# Азізбеков Азізага Мешаді-огли
Азізбеков Азізага Мешаді Огли (азер. Əziz Ağa Məşədi oğlu Əzizbəyov 27 квітня 1903 — 24 червня 1966) — радянський державний діяч, воєначальник, генерал-майор інтендантської служби (з 5.11.1944). Заступник начальника Головного управління тилу Червоної Армії. Заступник голови Ради Міністрів Азербайджанської РСР (до 1948).

## Біографія
Азербайджанець, син Мешаді Азізбекова, революціонера і одного з 26 Бакинських Комісарів.
У 1921 році партійною організацією Азербайджану був направлений на навчання до Москви в Комуністичний університет трудящих Сходу імені Й. В. Сталіна. Після закінчення університету в 1923 році повернувся в Баку. Досвідчений господарник.
У роки Великої Вітчизняної війни полковник (28 вересня 1943 року) інтендантської служби А.Азізбеков служив на посадах заступника начальника управління тилу Закавказького фронту, начальника Закавказької бази Наркомату оборони, помічника начальника тилу Червоної Армії. Регулював в Баку прийом і відвантаження на фронт поставляються з тилу озброєння, боєприпасів, обладнання, продовольства. Стежив за своєчасним виконанням військових замовлень, вишукував нові сировинні і продовольчі ресурси для потреб фронту, допомагаючи на місцях вирішувати питання розміщення і постачання резервних військових частин і з'єднань, що знаходяться на території Азербайджану.
Після війни при першому секретарі ЦК Компартії Азербайджанської РСР Багірові працював заступником Голови Ради Міністрів Азербайджанської РСР. Обирався депутатом Верховної Ради Азербайджанської РСР.
Внаслідок зловживання своїми посадовими повноваженнями Азізага Азізбеков в 1948 році був знятий з роботи і виведений з лав КПРС.
Працював начальником Управління Азавтотрактороснабсбуту.
Похований на Алеї почесного поховання в Баку.

## Нагороди
За успішне постачання частин діючої армії в роки Великої Вітчизняної війни генерал-майор Азізага Азізбеков був удостоєний високих урядових нагород:
- Орден Леніна
- Орден Червоного Прапора
- Орден Трудового Червоного Прапора
- Орден Трудового Червоного Прапора
- Орден Червоної Зірки
- Медаль «За оборону Кавказу»
- Медаль «За перемогу над Німеччиною у Великій Вітчизняній війні 1941—1945 рр.»
- Медаль «За доблесну працю у Великій Вітчизняній війні 1941—1945 рр.»